# 海老名市立今泉中学校
海老名市立今泉中学校（えびなしりつ いまいずみちゅうがっこう）は、神奈川県海老名市上今泉にある公立中学校。

## 通学区域
- 海老名市
  - 泉1丁目
  - 泉2丁目
  - 扇町
  - 上今泉1633〜2044
  - 上今泉1丁目
  - 上今泉2丁目
  - 上今泉3丁目
  - 上今泉4丁目
  - 上今泉5丁目
  - 上郷4丁目
  - 国分北1丁目3番〜41番
  - 下今泉1丁目1番〜17番
  - 下今泉2丁目
  - 下今泉3丁目
  - 下今泉4丁目
  - 下今泉5丁目
  - めぐみ町2番〜5番

## 進学前小学校
- 海老名市
  - 海老名市立上星小学校（一部は海老名市立海老名中学校・海老名市立柏ケ谷中学校へ）
  - 海老名市立今泉小学校（一部は海老名市立海老名中学校・海老名市立海西中学校へ）